# Byttneria tortilis
Byttneria tortilis är en malvaväxtart som beskrevs av François Gagnepain. Byttneria tortilis ingår i släktet Byttneria och familjen malvaväxter. Inga underarter finns listade i Catalogue of Life.